# Fuensalida (kommun)
Fuensalida är en kommun i Spanien.   Den ligger i provinsen Toledo och regionen Kastilien-La Mancha, i den centrala delen av landet, 60 km sydväst om huvudstaden Madrid. Antalet invånare är 11 278.